# Кампания за мировое правительство
Кампания за мировое правительство (англ. Campaign for World Government) — международное общественное движение, основанное в 1937 году.

## Обзор
Кампания за мировое правительство — международное общественное движение, основанное в 1937 году феминистками и активистками движения за мир Розикой Швиммер и Лолой Маверик Ллойд. Кампания возникла как организация за создание демократического федерального мирового правительства. С 1943 по 1990 год после смерти Лолы дочь Лолы Маверик Ллойд Джорджия Ллойд возглавляла кампанию.

## История
В ходе кампании использовались различные стратегии, включая дачу показаний в Конгрессе, лоббирование, проведение национальных кампаний по написанию писем и активное участие в международных конференциях по вопросам мирового правительства. Известные достижения включают внесение резолюции Гамильтоном Фишем на Конституционном съезде штата Нью-Йорк в 1938 году, которая настоятельно рекомендовала президенту Рузвельту созвать всемирный конституционный съезд, а также внесение в Конгресс «Законопроект Александра о мире» (Alexander Peace Bill, HJR 610, 76-й конгресс, 1940 год) и «Законопроект Тенеровича о мире» (Tenerowicz Peace Bill, HJR 131, 77-й конгресс, 1941 год).

## Раскол
Международная штаб-квартира кампании находилась в Нью-Йорке. Национальный офис США — в Чикаго.
После смерти Лолы Маверик Ллойд в 1944 году и отъезда Уильяма Ллойда в гражданский лагерь для государственных служащих возникли разногласия по поводу полномочий и миссии, что привело к расколу между детьми Ллойда и Розикой Швиммер. Эти разногласия привели к образованию в 1945 году отдельной организации под названием «Международная кампания за мировое правительство» (англ. International Campaign for World Government, ICWG). Секретарь Розики Швиммер Эдит Уайннер (Edith Wynner) взяла на себя руководство международной штаб-квартирой в Нью-Йорке. Дочь Лолы Маверик Ллойд Джорджия Ллойд продолжала возглавлять кампанию в Чикаго до своей смерти в 1999 году, сохранив ее прежнее название «Кампания за мировое правительство».

## Поздние годы
К Мэри Джорджии Ллойд присоединились другие американские федералисты и борцы за мир, такие как Генри Филип Айсли, Маргарет Шизли (позже Маргарет Айсли) и Тейн Рид, призвавших к проведению Всемирного конституционного конгресса для обсуждения создания Мирового правительства, и эта группа впоследствии превратилась во Всемирную ассоциацию конституции и парламента (WCPA). Кампания публиковала информационный бюллетень World Federation Now. Джорджия Ллойд стала преемницей своего брата на посту редактора.